# Villers-le-Rond
Villers-le-Rond è un comune francese di 98 abitanti situato nel dipartimento della Meurthe e Mosella nella regione del Grand Est.

## Società

### Evoluzione demografica
Abitanti censiti